# 1632 w polityce

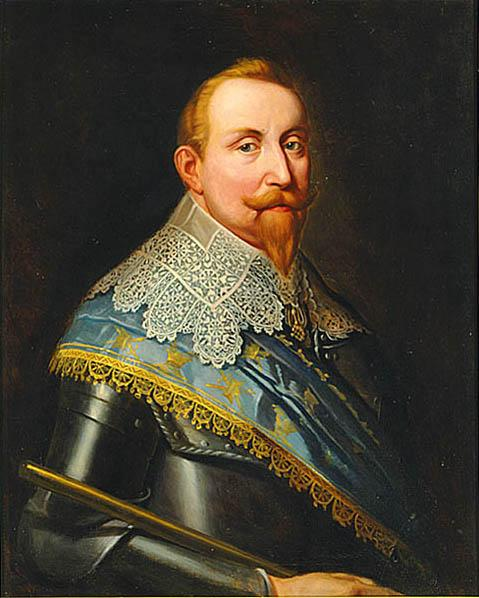
Gustaw II Adolf

Wydarzenia polityczne w 1632 roku.

## Wydarzenia
- 16 listopada Gustaw II Adolf, król Szwecji, zginął w bitwie pod Lützen[1].